# FMC Corporation
FMC Corporation is een Amerikaans chemieconcern met hoofdzetel gesitueerd in Philadelphia.

## Geschiedenis
In 1883 zette John Bean in het Californische Los Gatos het bedrijf Bean Spray Pump Company op om een door hem ontwikkelde zuigerpomp waarmee insecticide kon worden gesproeid te verkopen aan de vele boomgaarden in de buurt. In 1928 nam Bean de machinebedrijven Anderson-Barngrover Company en Sprague-Sells Company over en werd de naam veranderd in Food Machinery Corporation (FMC).
Met de overname van Niagara Sprayer & Chemical Company in 1943 zette het bedrijf de eerste schreden in de chemische industrie en in 1948 werd nog een chemiebedrijf overgenomen, Westvaco Chemical Corporation. In 1948 werd de bedrijfsnaam veranderd in Food Machinery and Chemical Corporation en in 1961 in FMC Corporation.

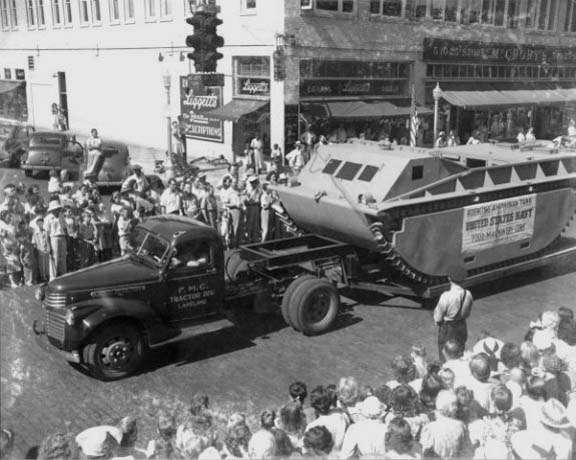
Een LVT wordt aan het publiek getoond (1941)

FMC was sinds 1941 actief in de defensie-industrie en behoorde een tijdlang tot de grote Amerikaanse spelers in deze markt. In 1941 kreeg het een contract van het United States Department of War voor de bouw van landingsrupsvoertuigen. Het bedrijf ontwikkelde verder onder andere een infanteriegevechtsvoertuig op basis van het M113 transportpantservoertuig (Armoured personnel carrier). De Amerikaanse landmacht wees dit ontwerp af, waarop het ontwerp werd gekocht door Nederland en België. Van de jaren zestig tot de jaren tachtig maakte het bedrijf ook brandweermaterieel. Na 1983 liepen de opdrachten voor defensiematerieel terug en in 1994 besloten FMC en Harsco Corporation de defensie-activiteiten te bundelen. De combinatie ging verder onder de naam United Defense (UDI) en FMC had 60% van de aandelen. In 1997 waren er diverse partijen geïnteresseerd in de overname van UDI en de private-equity-investeerder Carlyle won de overnamestrijd. In 2005 kwam UDI in handen van BAE Systems.
In 2000 worden plannen bekendgemaakt de onderneming te splitsen. Het onderdeel dat machines maakt wordt afgestoten en krijgt de naam FMC Technologies. Alle chemische activiteiten blijven achter bij FMC Corporation. Beide onderdelen hadden in 1999 een omzet van ongeveer 2 miljard dollar. In juni 2001 wordt de splitsing geeffectueerd en krijgt FMC Technologies op de New York Stock Exchange een eigen beursnotering. In 2016 werd bekend dat FMC Technologies gaat fuseren met het Franse bouw- en ingenieursbedrijf Technip. De twee hebben samen een beurswaarde van circa 13 miljard dollar.
In 2017 ruilde FMC Corporation activiteiten uit met DuPont (FMC Healt & Nutrition naar DuPont, een gedeelte van de gewasbeschermingsactiviteiten naar FMC Corporation).